# Стуребю (станция метро)
Стуребю (швед. Stureby) — станция метро на Зелёной линии стокгольмского метрополитена. 
На временной основе была открыта 9 сентября 1951 года, с 1 октября 1953 года — на постоянной основе. Расстояние до станции метро «Slussen» — 6 км.
В 2025 году станция, возможно, будет передана Синей линии.